# V vrtincu (drama)
V vrtincu je drama Angela Cerkvenika iz leta 1925.

## Osebe
- Žena (Vera)
- Njen mož
- Njen ljubimec (Kraupp)
- Njen nekdanji snubač (Gale)
- Sluga
- Služkinja
- Ječar

## Vsebina

### 1. scena
Vera pride k zobozdravniku, prizna mu, da so zobje samo izgovor, da bi se sestala z njim. V zakonu je nezadoščena, njen mož poudarja predvsem dušo in zanemarja telo, ona pa hoče biti cela, svobodna, svoja. Lahkoživi Kraupp je takoj za to in ona se s strastjo oklene njegovega lepega, vročega telesa.

### 2. scena
Gale, nekdanji Verin snubec, zavrnitve ne more preboleti, zato pokaže Možu Verino pismo ljubimcu, obenem pa zlobno pove, kako vsa kavarniška druščina ve za Verine čare in se posmehuje njemu, rogonoscu. Možev ideal je živeti iz razuma, premagati nagon, zato ostane miren, le Galetu pokaže gnus in prezir. 

### 3. scena
V pogovoru z Vero Mož pove, da ji nič ne zameri, kajti ljubezen, ki ne zmore premagati pohotnosti po lastnini je zgolj nagon, in če bi ravnal tako, bi bil tak gnoj kot večina drugih; naj ostane pri njem, ne bo ji kratil svobode. Vera mu ne verjame, boji se, da ji nastavlja past. Mož ji pove svojo slutnjo: Kraupp in Gale delata sporazumno, čaka jo hudo razočaranje, v katerem bo potrebovala njegovo očetovsko roko. Vera obsodi njegovo dejanje kot podlost in odide k ljubimcu. Moža prevzame bolečina, hkrati pa je srečen, da je z ljubeznijo do žene ustvaril biser v svoji duši; boljši je, ker hoče biti boljši, bolečina je pri tem zanemarljiva. 

### 4. scena
Kraupp se je ljubice že naveličal, zato Gale v sporazumu z njim Veri pove, da ima Kraupp druge, da mu je sam dal njeno pismo, ki ga je bil pokazal njenemu možu z užitkom, kajti maščevanje je sladko.  Vera se v obupu napije, se Galetu prepusti, nato izmučena zaspi. Medtem se Kraupp vrne. Gale, ki se mu lastno dejanje gnusi, od prijatelja zahteva, naj Vero navede na misel o samomoru, naj ji nastavi kokain, saj tako onečaščena ne bo mogla več živeti med svinjami, kakršna sta onadva. Strahopetni Kraupp se najprej brani, nato popusti. Vera se zbudi, na lastna ušesa sliši, da se je hoče ljubimec znebiti s strupom. Obupana ga zapusti: ne bo se ubila, skušala bo živeti med svinjami in šele potem, potem ... 

### 5. scena
Vero v bordelu obišče Mož, njegova ljubezen je zaslišala njeno stisko; naj se vrne, on ve, da ga ljubi, da si želi čistosti. Vera se krčevito brani, javna grešnica je, njeno telo je le še gnil pepel, ne more in ne sme se vrniti. Obnaša se razbrzdano, povabi Galeta, ki jo vsak teden obiskuje, možu dokazuje svojo propadlost. A Moževa ljubezen sluti resnico: Vera ga ceni previsoko, da bi se mogla vrniti. Odide, Vera pa nažene Galeta in v solzah poljublja sliko svojega moža; poleg njega hoče živeti, čeprav ne z njim, povezana sta kakor z verigo. Kdaj bo konec, kdaj?

### 6. scena
Vera je v ječi, okradla je nekega klienta. Spet jo obišče mož, prigovarja ji, naj se po prestani kazni vrne, skupaj se bosta napotila k miru in sreči. Toda Vera tega ne more sprejeti, življenje z njim bi jo nenehoma soočalo z lastno ničvrednostjo; šla bo svojo pot, ki bo grda in umazana, a bo njena. Od moža zahteva, naj jo zapusti, on pa ji odvrne, da tega ne more, dokler ona trpi, mogel bi le umreti z njo. Vera zagleda v tej misli rešitev za oba, obljubi, da bo k njemu prišla umret. 

### 7. scena
Vera in njen mož sta pripravljena na smrt, mož ji še poslednjič prigovarja, naj bi poskusila živeti skupaj, a Vera trdi, da je sklenila svoje račune – kako naj ona, gobavka, živi z njim in ga okuži? Mož zmeša dve čaši strupa, mirno izpije svojo in umre, Veri pa se tako trese roka, da čaša pade in se razbije. Pred Vero se pojavi njena dvojnica (v ogledalu) in ji vrže v obraz, da je morilka. Čistega človeka se je bala in ga sovražila, ker je bila ob njem vsa umazana in gobava. In še se ji hoče blata in gnoja. Imela ju bo, med pljunki in pijano drhaljo beznic bo poginila, ker je stara in grda. 